# Языки Боливии
В Боливии насчитывается 43 живых языка; официальный статус по конституции 2009 года имеют 37: испанский и 36 индейских языков, из которых наиболее распространены кечуа и аймара. Индейские языки страдают от недостатка печатных материалов, однако они используются в школах, а программы, направленные на улучшение их положения, получают государственную помощь.

## Список

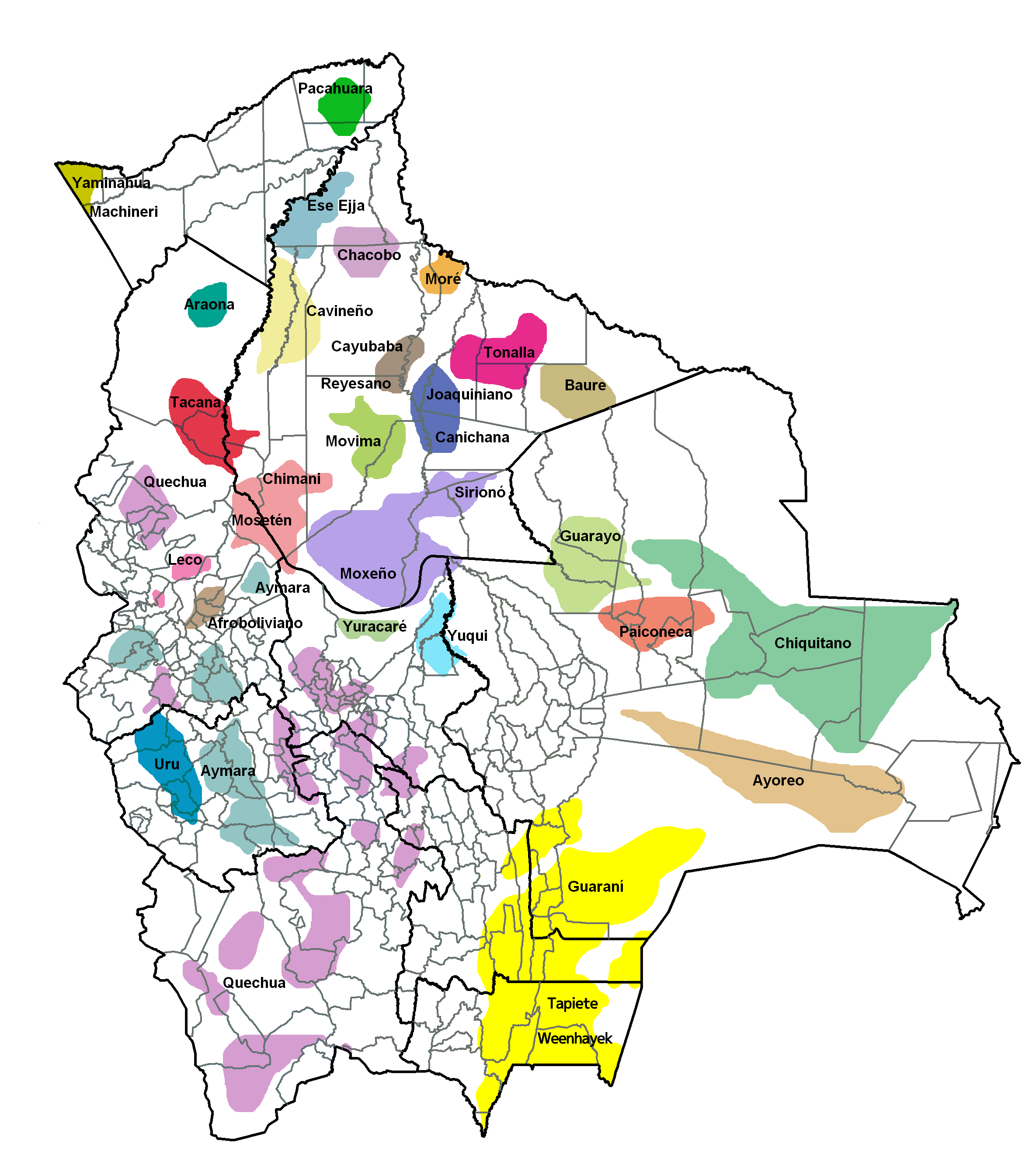
Территории, на которых проживают коренные народы Боливии

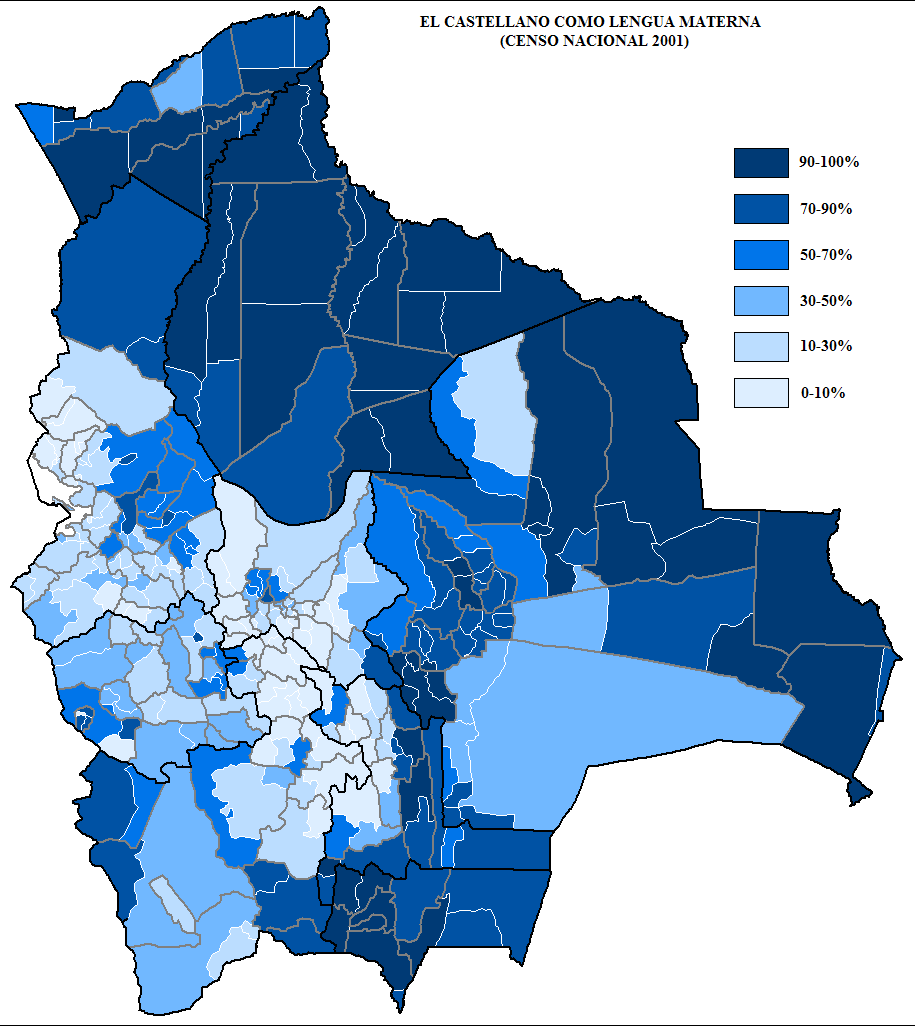
Процент лиц, у которых родной язык — испанский

Крупнейшие народы страны — кечуа, аймара, гуарани, калавайя, чипайя и чикитано. В дополнение к родному языку многие индейцы владеют испанским. Потомки боливийских меннонитов говорят на немецко-платском, их насчитывается около 60 000. Глухие в Боливии пользуются местным диалектом американского жестового языка.
| Язык                      | Официальный? | Количество носителей                  | Год переписи |
| ------------------------- | ------------ | ------------------------------------- | ------------ |
| Аймара                    | да           | 1 702 000                             |              |
| Айорео                    | да           | 1700                                  | 2006         |
| Араона                    | да           | 110                                   | 2006         |
| Бауре                     | да           | 980                                   | 2006         |
| Бороро                    | нет          | 2                                     |              |
| Гуарани                   | да           | 60 000                                | 2014, 2002   |
| Гуараю                    | да           | 5930                                  | 2004         |
| Испанский                 | да           | 9 380 000 (4 450 000 как первый язык) |              |
| Итене                     | да           | 75                                    | 2007         |
| Итонама                   | да           | 5                                     | 2007         |
| Кавиненья                 | да           | 1680                                  | 2006         |
| Кальяуайя                 | да           | 0                                     |              |
| Каничана                  | да           | 1550                                  | 2001         |
| Каювава                   | да           | 4                                     | 2007         |
| Кечуа (боливийский кечуа) | да           | 2 300 000—3 000 000                   |              |
| Леко                      | да           | 20                                    | 2001         |
| Мовима                    | да           | 1450                                  | 2004         |
| Мосетен                   | да           | 5320                                  | 2004         |
| Мохеньо-игнасиано         | да           | 4500                                  | 2004         |
| Мохеньо-тринитарио        | да           | 5500                                  | 2000         |
| Немецко-платский диалект  | нет          | 60 000                                | 2007         |
| Ноктен                    | да           | 1810                                  | 1994         |
| Пакауара                  | да           | 17                                    | 2004         |
| Паунака                   | нет          | 0                                     |              |
| Паусерна                  | да           | 0                                     |              |
| Пиро                      | да           | 140                                   | 1994         |
| Пукина                    | да           | 0                                     |              |
| Рейесано                  | да           | 250                                   | 2007         |
| Саравека                  | нет          | 0                                     |              |
| Сирионо                   | да           | 0                                     |              |
| Такана                    | да           | 1820                                  | 2004         |
| Тапиете                   | да           | 70                                    | 2004         |
| Тоба-ком                  | нет          | 0                                     |              |
| Торомоно                  | да           | 0                                     |              |
| Уру                       | нет          | 2                                     | 2004         |
| Чакобо                    | да           | 550                                   | 2000         |
| Чикитано                  | да           | 5860                                  | 2004         |
| Чипайя                    | да           | 1200                                  | 1995         |
| Эсе-эхха                  | да           | 500                                   | 2007         |
| Юки                       | да           | 120                                   | 2004         |
| Юракаре                   | да           | 2680                                  | 2004         |
| Яминава                   | да           | 200                                   | 2001         |

По конституции 2009 года все государственные организации обязаны выбрать дополнительный к испанскому индейский язык работы. Большинство выбрало кечуа и аймара.

## Социолингвистика
На испанском и кечуа говорят в Андах, на юго-востоке Альтиплано; на аймара — главным образом на возвышенностях вокруг озера Титикака, а на гуарани в низинах на юго-востоке на границе с Парагваем. В общем испанским как первым языком владеет около половины населения, около 50—60 % населения владеет им свободно.
Кечуа был языком империи инков, инки воевали с аймара и завоевали некоторые их земли незадолго до испанского пришествия. Аймара и кечуа начали изучать в XVI веке; колониальное правительство финансировало лингвистические изыскания в этой области. Крупнейший писатель того периода, работавший с аймара, — Лудовико Бертонио. Наиболее старая книга по кечуа была написана в 1650-х годах миссионером Доминго де Санто Томасом. В 2000-х годах на кечуа говорит около 3 млн, на аймара — 2 млн, на гуарани — 60 тыс.

## Образование, литература, СМИ
Уровень грамотности оценивается в 95 %, однако до 1994 года единственным языком, на котором преподавали в школах, был испанский, и многие дети из глубинки не вполне понимали, что им говорили учителя. После проведения образовательной реформы было введено двуязычное обучение на аймара, гуарани и кечуа; результаты реформы оценивают как положительные.
Литература Боливии представлена как на испанском, так и на индейских языках; первые неиспаноязычные публикации появились в XIX столетии: были записаны важнейшие рассказы на кечуа и аймара. С этими языками работали также писатель и литературный критик Хесус Лара, изучавший кечуанскую литературу, и Артемис Касерес (исп. Artemis Caceres), создавший сборник из 56 рассказов, основанных на фольклоре аймара. В XX веке индейские ценности оставались одной из главных тем литературных произведений, однако даже в 2010-х годах развитию литературы на индейских языках мешают бедность и малое количество переводов иноязычных произведений; издательства почти никогда не работают с языками, кроме испанского, а государство плохо удовлетворяет литературные потребности 60 % неиспаноязычного населения страны. С 2010 года существует конкурс литературных произведений на индейских языках, первым победителем стал автор-аймара Федерико Торрес Маркес (исп. Federico Torres Márquez).
Почти все печатные СМИ выходят на испанском, имеется две газеты на английском. Аналогична ситуация с радиовещанием. В 2006 году при поддержке президента Эво Моралеса успешно прошла инициатива распространить вещание радио как можно более широко по Боливии; государственная радиовещательная сеть Patria Nueva добавила вещание на индейских языках: кечуа, аймара и других.